# Ryszard Kwiatkowski
Ryszard Kwiatkowski (* 27. Juni 1931 in Jaronowo, Gmina Bądkowo; † 2. März 1993 in Bydgoszcz) war ein polnischer Komponist.
Von 1958 bis 1963 studierte er bei Tadeusz Szeligowski und Witold Rudziński am Warschauer Konservatorium und ab 1964 mit einem Stipendium des polnischen Kultusministeriums an der Accademia di Santa Cecilia in Rom bei Goffredo Petrassi. 1966 gewann er den Grzegorz-Fitelberg-Kompositionswettbewerb in Katowice.
Nach Lehrtätigkeit an verschiedenen Musikgymnasien unterrichtete er an der Nationalen Musikhochschule in Bydgoszcz Kontrapunkt, Instrumentation und Komposition. 

## Werke
- Serenada na puzon i orkiestre (1959)
- I Symfonia (1960)
- Trzy sonaty (3 Sonaten) für Viola solo (1961)
- II Symfonia (1962)
- Ksztalty für Orchester (1963).
- Impresje baltyckie (1966)
- Muzyka polifoniczna (1966)
- Pulsacje (1966)
- Spiewy Baltyckie (1966)
- Koncert na obój, 4 trabki, perkusje, fortepian i smyczki (1968)
- Muzyka na smyczki, fortepian, obój, trabki i perkusje (1968)
- Kwartet na perkusje nr 1, (1968)
- III Symfonia (1969)
- IV Symfonia "Baltycka" (1969)
- Sonety baltyckie für neun Instrumente und Metronom (1970)
- Liryki bialowieskie (1971)
- Obrazy baltyckie für Mezzosopran und Kammerorchester (1971)
- Liryki für Celesta, zwei Harfen und Orchester na (1972)
- Piec obrazów morskich für 8 Instrumente (1974)
- Legenda für Viola und Klavier (1976)
- Sonate für Violine und Klavier (1976)
- Sonate für Viola und Klavier (1978)
- Koncert na tube i orkiestre (1978)
- Sonata organowa (1980)
- Zatopione pola für Klavier (1980)
- Sonata na dwa fortepiany (1981)
- Morskie opowiesci für Sinfonieorchester (1983)
- 2 Sonata fortepianowa (1984)
- Piesn Ojczyzna für achtstimmigen Chor (Text von Konstanty Ildefons Gałczyński) (1984)
- III Kwartet smyczkowy (1984)
- Sonata na kwartet stroikowy (1984)
- Piec preludiów bursztynowych für Streichorchester (1985)
- Trzy obrazy wielkopolskie für Sinfonieorchester (1985)

| Personendaten    | Personendaten        |
| ---------------- | -------------------- |
| NAME             | Kwiatkowski, Ryszard |
| KURZBESCHREIBUNG | polnischer Komponist |
| GEBURTSDATUM     | 27. Juni 1931        |
| GEBURTSORT       | Jaronowo             |
| STERBEDATUM      | 2. März 1993         |
| STERBEORT        | Bydgoszcz            |